# Péter Szijjártó
Péter Szijjártó (ur. 30 października 1978 w Komáromie) – węgierski polityk, parlamentarzysta, od 2014 minister spraw zagranicznych.

## Życiorys
W 2002 ukończył studia na Uniwersytecie Nauk Ekonomicznych i Administracji Publicznej w Budapeszcie. W 1998 został członkiem Fideszu, od 2005 do 2009 przewodniczył jej organizacji młodzieżowej Fidelitas. Pełnił funkcję rzecznika partii i rzecznika Viktora Orbána.
W wyborach w 2002 został po raz pierwszy wybrany do Zgromadzenia Narodowego. W 2006, 2010, 2014, 2018 i 2022 z powodzeniem ubiegał się o reelekcję. Od 2012 był sekretarzem stanu i następnie wiceministrem spraw zagranicznych. 23 września 2014 stanął na czele ministerstwa spraw zagranicznych i handlu, zastępując w trzecim gabinecie Viktora Orbána Tibora Navracsicsa. Utrzymywał to stanowisko również w utworzonym 18 maja 2018 czwartym gabinecie lidera Fideszu oraz w powołanym 24 maja 2022 jego piątym rządzie.

## Odznaczenia
- Order Przyjaźni (Rosja, 2021)[6]
- Order Flagi Serbii I klasy (Serbia, 2021)[7]